# Monte Westdahl
Il Monte Westdahl è un vulcano posto nella parte occidentale dell'Isola di Unimak, nelle Aleutine.
L'attuale edificio vulcanico è posto su un vasto pianoro che probabilmente costituiva un antico e ben più grande stratovulcano o vulcano a scudo le cui pendici sono ampiamente solcate ed erose dai ghiacci.